# Sophia de Mello Breyner Andresen

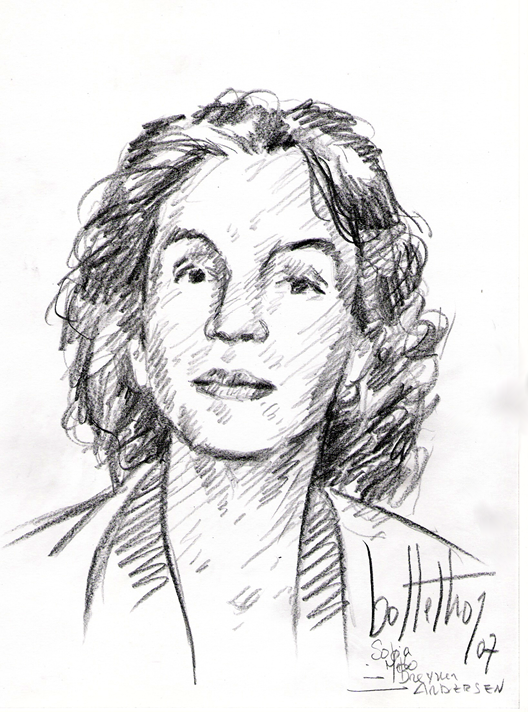
Sophia de Mello Breyner Andresen, gezeichnet von Carlos Botelho

Sophia de Mello Breyner Andresen (* 6. November 1919 in Porto; † 2. Juli 2004 in Lissabon) war eine der wichtigsten portugiesischen Autorinnen. Sie war 1999 die erste portugiesische Frau, die den wichtigsten literarischen Preis der portugiesischsprachigen Welt, den Prémio Camões erhielt.

## Leben
Die sich selbst als „Geschichtenerzählerin“ bezeichnende Urenkelin eines von der nordfriesischen Insel Föhr stammenden Einwanderers studierte an der Universität Lissabon; sie veröffentlichte 1944 mit Poesia ihren ersten Gedichtband. Zu ihren bekanntesten Werken zählen Dia do Mar (Meerestag), O nome das coisas (Der Name der Dinge) und Ilhas (Inseln) sowie die Kinderbücher A Menina do Mar (Das Meermädchen), O Cavaleiro da Dinamarca (Der dänische Ritter), A Floresta (Der Wald) und O Rapaz de Bronze (Der Bronzejunge).
Während des Salazar-Regimes war sie am Widerstand gegen den Faschismus beteiligt und wurde nach der Nelkenrevolution als Mitglied der Partido Socialista in das konstituierende Stadtparlament ihrer Heimatstadt gewählt. 1964 wurde Sophia de Mello Breyner Andresen der Grande Prémio da Sociedade Portuguesa de Escritores verliehen, dem zahlreiche nationale und internationale Auszeichnungen folgten, u. a. 1999 die höchste literarische Auszeichnung Portugals, der Prémio Camões. Sophia de Mello Breyner Andresen war mit Francisco Sousa Tavares verheiratet und hatte fünf Kinder.
Ihr Vater hat nordfriesische Wurzeln. Ihr Urgroßvater, der von der Insel Föhr stammende Jann Hinrich Andresen, kam 1840 als 14-jähriger Schiffsjunge in Porto an und verließ die Region nie mehr. Sein Sohn João Henrique kaufte 1895 die „Quinta do Campo Alegre“, heute der Botanische Garten Portos. Wie er 1893 in einem Interview sagte, war diese Quinta „ein fabelhaftes Stück Erde mit einer großen und reichen Familie, die von einer großen Dienerschaft umsorgt wurde.“
Aufgewachsen in der alten portugiesischen Aristokratie und nach diesen ethischen und christlichen Werten erzogen, wurde Sophia de Mello Breyner eine der Leitfiguren der katholischen Studentenbewegung, als sie klassische Philologie in Lissabon studierte. Sie wurde eine der wichtigsten liberal-politischen Personen und unterstützte die Monarchisten gegen das Salazar-Regime und seine Anhänger. Diese Ansicht bleibt in dem Friedenslied Vemos, Lemos e Ouvimos. Não podemos ignorar! („Wir sehen, lesen und hören. Wir können es nicht ignorieren!“) lebendig. 1946 heiratete sie den Journalisten, Politiker und Anwalt Francisco Sousa Tavares und wurde Mutter von fünf Kindern: einer laizistischen Missionarin, einer Universitätsprofessorin, einer Anwältin, eines Anwalts und renommierten Journalisten (Miguel Sousa Tavares), eines Malers und einer weiteren Tochter, die den Namen ihrer Mutter erbte. Ihre Kinder inspirierten sie, Kinderliteratur zu schreiben.
1964 erhielt sie den Grande Prémio de Poesia der Sociedade Portuguesa de Escritores (Vereinigung portugiesischer Schriftsteller) für ihr Buch Livro sexto. Nach dem 25. April 1974 wurde sie durch einen Listenplatz in der Sozialistischen Partei in die Verfassungsgebende Versammlung gewählt, während ihr Ehemann eher zur konservativen Sozialdemokratischen Partei tendierte.
Ihre Erzählungen (Contos Exemplares) unterscheiden sich von ihren Kinderbüchern (A Menina do Mar, O Cavaleiro da Dinamarca, A Floresta, O Rapaz de Bronze, A Fada Oriana etc.). Sie wurde Übersetzerin von Dante Alighieri und Shakespeare und Mitglied der Academia das Ciências (Akademie der Wissenschaften) in Lissabon. Außer mit dem Prémio Camões wurde sie 2003 auch mit dem Prémio Rainha Sofia ausgezeichnet.
Sophia de Mello Breyner starb im Juli 2004 im Alter von 84 Jahren in Lissabon.

## Werke

### Poesie
- Poesia (1944)
- O Dia do Mar (1947)
- Coral (1951)
- No Tempo Dividido (1954)
- Mar Novo (1958)
- Livro Sexto (1962)
- O Cristo Cigano (1962)
  - Der Zigeunerchristus, übersetzt und mit einem Vorwort versehen von Sarita Brandt, Elfenbein Verlag, Berlin 2020, ISBN 978-3-96160-051-9.
- Geografia (1967)
- Grades (1970)
- 11 Poemas (1971)
- Dual (1972)
- Antologia (1975)
- O Nome das Coisas (1977)
- Navegações(1983)
- Ilhas (1989)
- Musa (1994)
- Signo (1994)
- O Búzio de Cós (1997)
  - Die Muschel von Kos und andere Gedichte, übersetzt und mit einem Nachwort versehen von Sarita Brandt, Elfenbein Verlag, Berlin 2021, ISBN 978-3-96160-052-6.
- Mar (2001)
- Primeiro Livro de Poesia (1999)
- Orpheu e Eurydice (2001)

### Fiktion
- Erzählungen
- Contos Exemplares (1962)
  - Exemplarische Erzählungen, übersetzt und mit einem Nachwort versehen von Michael Kegler, Elfenbein Verlag, Berlin 2021, ISBN 978-3-96160-053-3.
- Histórias da Terra e do Mar (1984)

### Kindergeschichten
- A Menina do Mar (1958)
- A Fada Oriana (1958)
- Noite de Natal (1959)
- O Cavaleiro da Dinamarca (1964)
- O Rapaz de Bronze (1965)
- A Floresta (1968)
- Árvore (1985)

### Theaterstücke
- O Bojador
- O Colar

## Lehrbücher
- Cecília Meireles (1956)
- Poesia e Realidade (1960)
- O Nu na Antiguidade Clássica (1975)

## Übersetzungen

### Übersetzungen anderer Werke durch Sophia de Mello Breyner Andresen
- Paul Claudel: A Anunciação de Maria (Editorial Aster, Lissabon 1960)
- Dante Alighieri: O Purgatório (Minotauro, Lissabon 1962)
- A Hera, imagens morrendo no gesto da und Gosto de te encontrar nas cidades estrangeiras (Edouard Maunick), A última noite faz-se estrela e noite (Vasko Popa); Às cinzas, Canto LI und Canto LXVI (Pierre Emmanuel) (in der Nummer 22 der Zeitschrift O Tempo e o Modo, 1964)
- William Shakespeare: Muito Barulho por Nada (Viel Lärm um nichts, 1964)
- Euripides: Medeia (Medea, 1964)
- William Shakespeare: Hamlet (Hamlet, 1965)
- Eré Frene: Os Reis Magos (Die heiligen drei König, Gedichtsübersetzung, Colóquio : Revista de Artes e Letras, Ausgabe Nr. 43 der Literaturzeitschrift, 1967)
- Camões, Cesário Verde, Mário de Sá-Carneiro, Fernando Pessoa: Quatre Poètes Portugais (Übersetzung ins Französische, 1970)
- Émile Mireaux: A Vida Quotidiana no Tempo de Homero (Livros do Brasil, Lissabon 1979)
- Leif Kristianson: Ser Feliz (Presença, Lissabon 1980)
- Leif Kristianson: Um Amigo (Presença, Lissabon 1981)

### Deutschsprachige Übersetzungen von Werken der Sophia de Mello Breyner Andresen
- 1997: Poemas Portuguesas – Portugiesische Gedichte (zweisprachige Auswahl von Gedichten, Übersetzung von Maria de Fátima Mesquita-Sternal und Michael Sternal, dtv)
- 2010: Schriften, weiß wie die Nacht (zweisprachige Auswahl von Gedichten portugiesischer Autorinnen des 20. Jh., übersetzt und herausgegeben von Elfriede Engelmayer, edition tranvía – Verlag Walter Frey)
- 2010: Sophia de Mello Breyner Andresen: Poemas – Gedichte (Sammlung von 61 Gedichten, Übersetzung von Maria de Fátima Mesquita-Sternal und Michael Sternal, Verlag Langewiesche – Brandt, heute C.H. Beck)
- 2017: Menina do Mar / Das kleine Mädchen aus dem Meer (zweisprachige Ausgabe des Märchens (1958), Übersetzung von Isabel Remer, Verlag Oxalá Editora)
- 2019: O Rapaz de Bronze / Der Junge aus Bronze  (zweisprachige Ausgabe des Märchens (1966), Übersetzung von Isabel Remer, Verlag Oxalá Editora)
- 2020: Der Zigeunerchristus (Übersetzung des Gedichtsbands O Cristo Cigano (1962), Übersetzung von Sarita Brandt, Elfenbein Verlag)
- 2021: Die Muschel von Kos und andere Gedichte (Übersetzung des Gedichtsbands O Búzio de Cós (1997), Übersetzung von Sarita Brandt, Elfenbein Verlag)
- 2021: Exemplarische Erzählungen (Übersetzung der Contos Exemplares (1962), Übersetzung von Michael Kegler, Elfenbein Verlag)

## Preise
- 1964 – Grande Prémio de Poesia da Sociedade Portuguesa de Escritores, atribuído a Livro Sexto.
- 1977 – Prémio Teixeira de Pascoaes
- 1983 – Prémio da Crítica, der Associação Internacional de Críticos Literários
- 1989 – Prémio D. Dinis, der Fundação da Casa de Mateus
- 1990 – Grande Prémio de Poesia Inasset / Inapa
- 1992 – Grande Prémio Calouste Gulbenkian de Literatura para Crianças (Kinderbuchpreis der Gulbenkian-Stiftung)
- 1994 – Prémio 50 anos de Vida Literária, der Associação Portuguesa de Escritores
- 1995 – Prémio Petrarca
- 1996 – Homenageada do „Carrefour des Littératures“
- 1998 – Prémio da Fundação Luis Miguel Nava
- 1999 – Prémio Camões
- 2000 – Prémio Rosalia de Castro, des Pen Clube Galego (PEN-Club von Galicien)
- 2001 – Prémio Max Jacob Étranger
- 2003 – Prémio Rainha Sofia de Poesia Iberoamericana (Königin-Sofia-Preis, Spanien).

Der seit 2012 vergebene portugiesische Filmpreis Prémios Sophia wurde nach ihr benannt.

## Filme
Zahlreiche Dokumentarfilme über Sophia de Mello Breyner Andresen und Verfilmungen ihrer Werke wurden gedreht, vor allem portugiesische Filme. Zudem schrieb sie gelegentlich Drehbücher für Filme. Es folgt eine chronologisch sortierte Auswahl:
- 1969: Sophia de Mello Breyner Andresen, Dokumentarfilm von João César Monteiro (mit und über sie)
- 1977: Noite de Natal, Fernsehfilm von João Roque (ihr Drehbuch)
- 1978: Ma Femme Chamada Bicho, Dokumentarfilm von José Álvaro Morais (Mitwirkung)
- 1983: Travessia: Viagem à Memória do Tempo, Dokumentarfilm von António Escudeiro (Texte von ihr und anderen portugiesischen Autoren)
- 1994: A Viagem, Kurzfilm von Jorge Queiroga (ihre Erzählung)
- 2005: A Menina do Mar, Fernsehfilm (ihr Märchen)
- 2007: Sophia de Mello Breyner Andresen – O Nome das Coisas, Dokumentarfilm des öffentlich-rechtlichen Fernsehkanals RTP2, Regie Pedro Clérigo
- 2010: O Despertar, Kurzfilm von Paulo César Fajardo (ihr Gedicht)
- 2016: Correspondências, Dokumentarfilm von Rita Azevedo Gomes (über ihren Briefwechsel mit Jorge de Sena)
- 2019: Sophia, na Primeira Pessoa, biografischer Dokumentarfilm von Manuel Mozos anhand ihrer persönlichen Aufzeichnungen
- 2020: O Silêncio, Kurzfilm von Pedro Caldeira und Paulo Graça (ihr Gedicht)
- 2021: O Búzio Animations-Kurzfilm von Aurora Fernandes (ihre Erzählung)